# Serie 031 a 039 de CP
La Serie 031 a 039, igualmente denominada Série 030, fue una clase de locomotora de tracción a vapor, utilizada por la Compañía de los Caminhos de Ferro Portugueses.

## Historia
Las locomotoras de esta serie fueron fabricadas desde 1891 en el Reino Unido, por la firma Beyer, Peacock and Company. Entre 1923 y 1930, sufrieron transformaciones en las Oficinas Generales de Lisboa.

## Características
Esta serie estaba compuesta por 9 locomotoras a vapor, numeradas de 031 a 039.

## Ficha técnica

### Características generales
- Número de unidades construidas: 9[1]
- Año de construcción: 1891[1]
- Tipo de tracción: Vapor[1]
- Fabricante: Beyer, Peacock and Company[1]